# Preska nad Kostrevnico
Preska nad Kostrevnico je razloženo naselje v Občini Šmartno pri Litiji. Stoji nad grapo potoka Bezgovnice v Posavskem hribovju, severno od hriba Grmada (699 m n. v.). Pod Presko spadajo zaselki Stara Gora in Zgornje ter Spodnje Tisje. Vas v veliki meri sestavljajo zidanice in počitniške hišice.
V Preski se je leta 1861 rodil znani slovenski ornitolog in pravnik Janko Ponebšek. Na območju Tisja je na začetku druge svetovne vojne potekala znamenita akcija drugega štajerskega bataljona, ki se je zapletel v bitko z nemškimi silami, kar velja za enega prvih spopadov slovenskih partizanov z redno nemško vojsko. V spomin na ta dogodek je bil leta 1951 postavljen spomenik (obnovljen ob 40. obletnici bitke leta 1981), lokalna turistična društva pa prirejajo vsakoletni pohod od Litije do Tisja.
Kraj se je sprva imenoval le Preska, v Preska nad Kostrevnico je bil preimenovan leta 1955.